# Bitwa o Konnę
Bitwa o Konnę – walka o miasto między malijskim wojskiem a islamistami z Ruchu na Rzecz Jedności i Dżihadu w Afryce Zachodniej (MUJAO), podczas wojny domowej w Mali, która wywołała interwencję francuską. Miasto zostało podczas pierwszego dnia kolejnej fazy malijskiego konfliktu, czyli 10 stycznia 2013, zajęte przez radykałów. Dzień później rozpoczęły się francuskie bombardowania, jednak armii malijskiej nie udało się przywrócić kontroli nad miastem.

## Tło
Po upadku reżimu Kadafiego w Libii w październiku 2011, walczący w jego służbie bojownicy tuarescy, powrócili do Mali wraz ze skradzioną bronią z magazynów libijskich, co umożliwiło im rozpoczęcie w styczniu 2012 walkę o niepodległość Azawadu. W wyniku operacji Tuaregów od stycznia do marca 2012, władze centralne utraciły kontrolę nad kilkoma miastami, a rebelianci zdobyli kontrolę nad większością terenu Azawadu. Niezadowolone z sytuacji wojsko zbuntowało się i 22 marca 2012 odsunęło od władzy prezydenta Amadou Toumani Touré Zamach stanu spowodował nałożenie na Mali sankcji przez społeczność międzynarodową. Sytuację polityczną wykorzystali Tuaregowie, którzy zainicjowali nową ofensywę wobec bezradnego wojska w wyniku czego zajęli najważniejsze miasta północnego Mali: Kidal, Gao, Timbuktu. Rebelianci tuarescy ogłosili swoje zwycięstwo i 6 kwietnia 2012 proklamowali niepodległość Azawadu.
W walce z siłami rządowymi Tuaregów wspomogli islamscy radykałowie. Pod koniec czerwca 2012 w Azawadzie między stronami doszło do wojny, w wyniku której islamscy radykałowie pokonali Tuaregów i wypędzili ich z głównych miast. W krótkim czasie Al-Ka’ida Islamskiego Maghrebu, Ansar ad-Din i Ruch na rzecz Jedności i Dżihadu w Afryce Zachodniej przejęły kontrolę nad całym Azawadem, zaprowadzając tam własne porządki i prawo opierające się na szariacie. Wobec groźby ataków terrorystycznych w Afryce i Europie przygotowywanych przez fundamentalistów z Azawadu, opracowano przy malijskim poparciu plan odbicia tego obszaru przez kraje stowarzyszone w ECOWAS. Plan operacji został ostatecznie zatwierdzony 20 grudnia 2012 przez Radę Bezpieczeństwa ONZ. Dzień później islamiści i MNLA ogłosiły zakończenie walk.

## Bitwa
10 stycznia 2013 walki w Mali zostały wznowione i prezydent Mali Dioncounda Traoré po zajęciu przez MUJAO liczące 1200 bojowników miasta Konna, poprosił Francję o interwencję militarną. 11 stycznia 2013 prezydent Francji odpowiedział pozytywnie na prośbę swojego malijskiego odpowiednika, w wyniku czego już wieczorem tego samego dnia, do interwencji przystąpiły francuskie samoloty. W pierwszych godzinach operacji wojska malijskie przy pomocy francuskich jednostek specjalnych weszło do miasta. Po całonocnych nalotach podczas których wykorzystywano samoloty Mirage 2000 i samoloty rozpoznawcze Mirage F1 zniszczono centrum dowodzenia bojowników muzułmańskich w pobliżu miasta oraz dwa inne cele. Podczas nalotów na pozycje bojowników zmierzających do Mopti, jeden z helikopterów (Gazelle) francuskich sił specjalnych został trafiony. Udało mu się bezpiecznie dolecieć do bazy, jednak w wyniku postrzelenia zginął jego pilot. Przyczyną śmierci porucznika pilota Damiena Boiteux, było wykrwawienie po zadaniu rany na wysokości tętnicy uda, najprawdopodobniej za pomocą AKM. Także w wyniku silnego ostrzału z karabinów maszynowych i działek uszkodzona został drugi Gazelle biorący udział w ataku na konwój muzułmańskich partyzantów. W nocy z 11 na 12 stycznia 2013 zaatakowano łącznie z powietrza 12 celów.
W trzydniowych walkach i nalotach zginęło ok. 100 rebeliantów, co najmniej 11 malijskich żołnierzy i 11 cywilów oraz jeden francuski pilot. Świadkowie walk w Konnie oznajmili, iż doliczyli się 148 ciał ofiar. W wyniku bitwy z miasta uciekło 5 tys. cywilów.
15 stycznia 2013 minister obrony Francji, Jean-Yves Le Drian, potwierdził, że miasto pozostawało pod kontrolą rebeliantów, co podważyło prawdziwość poprzednich doniesień o trybie i wynikach walk o miasto. Armia malijska znajdowała się wówczas ok. 20 km od miasta. Ponowny atak na Konnę siły malijskie i francuskie jednostki specjalne podjęły w nocy z 16 na 17 stycznia 2013. Następnie doszło tam do kolejnych bombardowań, które pozwoliły wojsku malijskiemu odbić miasto.